# Tērvete
Tērvete es la capital del municipio homónimo de la región letona de Zemgale, con una población a fecha de 1 de enero de 2018 era de 3396 habitantes.
Se encuentra ubicada en el centro-sur del país, al sur de Riga y al norte de la frontera con Lituania.
Es famosa por el histórico castillo construido por los reyes de Semigalia occidental en la Edad Media. En 1287, el castillo primitivo fue destruido por la Orden Livonia. En 1335, la Orden construyó un nuevo castillo, cerca de las  antiguas fortificaciones semigalianas, para proteger la zona de las incursiones lituanas.